# Paweł Hur
Paweł Hur (ur. 10 kwietnia 1918 w Kijowie, zm. 7 września 1994 w Lincoln) - polski pilot, uczestnik II wojny światowej, kawaler Orderu Virtuti Militari.
Absolwent szkoły lotniczej w Dęblinie. W Polskich Siłach Zbrojnych na Zachodzie służył w Dywizjonie 301. 
Samolot Wellington IV GR-P (Z1386) w nocy z 5 na 6 sierpnia 1942 r. został zestrzelony przez obronę przeciwlotniczą podczas wykonywania minowania wód przybrzeżnych w rejonie Lorient i rozbił się w morzu. Po zestrzeleniu samolotu Paweł Hur jako jedyny ocalały dostał się do niemieckiej niewoli. Dnia 11 listopada 1966 Paweł Hur jako pilot Dywizjonu 301 został odznaczony zbiorowym orderem Virtuti Militari. 
Pochowany w Lincoln w Anglii. 
Paweł Hur był synem Bazylego Hura i Marianny Siedzik, oraz kuzynem od strony ojca Danuty Siedzikówny i Wiesławy Korzeń.

## Odznaczenia
- Virtuti Militari kl. V
- Krzyż Walecznych – czterokrotnie
- Medal Lotniczy

## Linki
- Dywizjon 301